# Maylandia pursa
Maylandia pursa é uma espécie de peixe da família Cichlidae.
É endémica do Malawi.Os seus habitats naturais são: lagos de água doce.